# Гиваргизов, Артур Александрович
Арту́р Алекса́ндрович Гиварги́зов — российский детский писатель и поэт, член Союза писателей России. Главные темы его произведений — семья и школа.

## Биография
Родился в 1965 году в Киеве. С 1968 года живёт в Москве. В 1989 году окончил музыкальное училище при Московской консерватории по классу гитары.
Первый рассказ был опубликован в 1997 году в журнале «Сатирикон». С тех пор стихи и короткая проза регулярно появляются в самых разных детских периодических изданиях.
Первая книга, сборник стихотворений «Мой бедный Шарик», вышла в 2002 году. На сегодняшний день издано около 20 книг, в том числе одна книга пьес и восемь поэтических сборников.

## Книги
- Мой бедный Шарик / художник Илья Савченков. М.: Дом детской книги, 2002.
- Со шкафом на велосипеде / художник Елена Блинова. М.: Эгмонт Россия Лтд., 2003.
- Записки выдающегося двоечника / художник Елена Блинова. М.: Эгмонт Россия Лтд., 2005.
- Про королей и вообще / художник Алена Микора. М.: Гаятри, 2005.
- Про Драконов и Милиционеров / художник Елена Блинова. М.: Эгмонт, 2006.
- Хитрый Зубов / художник Евгения Двоскина. М.: Дрофа, 2006.
- Тры-тры-тры, мы — автобус и другие / художник Вера Коротаева. М.: Время,2006.
- Мы так похожи: Поэтический сборник для семейного чтения / художник Иван Александров. М.: Самокат, 2008.
- Непослушный пират / художник Максим Покалёв. М.: Эгмонт, 2009.
- Контрольный диктант и Древнегреческая трагедия / художник Александр Войцеховский. М.: Самокат, 2009.
- Энциклопедия с бабочкой и барабаном / художник Максим Покалёв. М.: Эгмонт, 2010.
- Экзамен на барабанщика / художник Александр Наумов. М.: Время, 2010.
- В честь короля / художник Максим Покалёв. М.: Время, 2011.
- Как со взрослыми / художник Вера Коротаева. М.: Время, 2011.
- Генералы / художник Максим Покалёв. М.: Самокат, 2011.
- Как-то я летел с рябины / художник Наталья Яскина. М.: Издательский Дом Мещерякова, 2011.
- Записки выдающегося двоечника / художник Максим Покалёв. М.: Эгмонт, 2012.
- Когда некогда / художник Ирина Дешалыт. М.: Самокат, 2012.
- Космонавты / художник Максим Покалёв. М.: Эксмо, 2013.
- Такие разные Оли / художник Максим Покалёв. М.: Эгмонт, 2014.
- Главные роли для Оли / художник Максим Покалёв. М.: Эгмонт, 2014.
- Морж, учитель и поэт / художник Сергей Калинин. М.: Розовый жираф, 2015.
- С дедского на детский / Артур Гиваргизов, Максим Кронгауз; художник Максим Покалёв. М.: АСТ, 2015
- Записки выдающегося двоечника / художник Вера Коротаева. М.: Время, 2016
- В честь короля / художник Вероника Гаранина. М.: Мелик-Пашаев, 2016
- Дима, Дима и Дима / художник Вера Коротаева. М.: Время, 2016
- Вот тебе раз / художник Сергей Любаев. М.: Мелик-Пашаев, 2017
- Контрольный диктант и древнегреческая трагедия / художник Алиса Юфа. М.: Мелик-Пашаев, 2017
- Слово мамонта / художник Сергей Калинин. М.: Розовый жираф, 2017
- Где наш дедушка / художник Артём Костюкевич. М.: Эгмонт, 2017
- Полёт самолёта по нотам / художник Софья Уткина. М.: Эгмонт, 2017
- Как исчез директор школы / художник Марта Журавская. М.: Эгмонт, 2017
- Бесконечно ваши, Волк и Красная Шапочка / Артур Гиваргизов, Валентина Дёгтева; художник Алексей Капнинский. М.: Эгмонт, 2017
- Переход / художник Виктория Семыкина. М.: Эгмонт, 2018
- Записки собаки охотника / художник Ляля Ваганова. М.: Эгмонт, 2018
- Ефремовские сказки / художник Евгений Подколзин. М.: Эгмонт, 2018
- Энциклопедия с бабочкой и барабаном / художник Никита Терешин. М.: Август, 2018
- Тетрадь Вики Т. / художник Алиса Юфа. М.: Мелик-Пашаев, 2018

## Награды
- Диплом Дома детской книги «Синяя птица»,
- Победитель конкурса «Алые паруса» (2003, 2006)
- Приз журналистов «Медиа-фаворит» в рамках ежегодного национального конкурса «Книги года — 2005»,
- лауреат конкурсов «Детское читательское жюри», «Заветная мечта» и премии имени С. Маршака.
- лауреат премии имени Корнея Чуковского (2011)

## Экранизации
- Везуха! (мультсериал)